# Braden Shewmake
Braden Jack Shewmake (Wylie, Texas, 19 de noviembre de 1997), más conocido como Braden Shewmake, es un jugador profesional estadounidense de béisbol que se desempeña en la posición de campocorto en Chicago White Sox, equipo de las Grandes Ligas de Béisbol (MLB).

## Carrera
Shewmake hizo su debut en la MLB con el equipo Atlanta Braves, en el cual jugó una temporada (2023), después pasó a Chicago White Sox, donde lleva jugando una temporada.